# 菅原健介
菅原 健介（すがわら けんすけ、1958年6月27日 - ）は、日本の心理学者。聖心女子大学教授。

## 人物
東京都生まれ。横浜国立大学教育学部心理学科卒業、1987年東京都立大学 (1949-2011)大学院人文科学研究科博士課程心理学専攻修了、「onstage状況における個人の心理と行動についての研究」で文学博士。都立大助手、江戸川大学社会学部講師、助教授、2000年聖心女子大学文学部助教授、教授。専門は社会心理学、性格心理学。妻は発達心理学者の菅原ますみで共同研究もある。

## 著書
- 『人はなぜ恥ずかしがるのか 羞恥と自己イメージの社会心理学』サイエンス社  セレクション社会心理学 1998
- 『羞恥心はどこへ消えた?』光文社新書 2005

### 共編著
- 『対人社会心理学重要研究集 6 (人間関係の中の自己)』齋藤勇共編 誠信書房 1998
- 『ひとの目に映る自己 「印象管理」の心理学入門』編著 金子書房 2004
- 『下着の社会心理学 洋服の下のファッション感覚』cocoros研究会（ワコール）共著 朝日新書 2010

## 論文
- Cinii

## 注
1. ↑  『現代日本人名録』2002年